# Пига сірохвоста
Пига сірохвоста (Snowornis subalaris) — вид горобцеподібних птахів родини котингових (Cotingidae). 

## Поширення
Вид поширений у тропічних дощових гірських лісах на східних схилах Анд на північному заході Південної Америки. Зустрічається у Колумбії, Еквадору та Перу.